# Олександро-Невський собор (Мелітополь)
Собор святого благовірного князя Олександра Невського — головний храм Мелітополя, один з двох кафедральних соборів Запорізької єпархії УПЦ (МП). Першою на цьому місці була у 1884 році побудована вірмено-григоріанська церква, закрита після революції. Православний собор Олександра Невського діє в храмі з 1941 року.

## Історія
У 1884 році євпаторійський міщанин Аверік Хлєбніков побудував на місці нинішнього собору вірмено-григоріанську церкву. Після революції церква була закрита, у 1930 році в будівлі розмістилася молочна дослідна лабораторія.
У 1941 році, після окупації Мелітополя німецькими військами, в будівлі знову був відкритий храм, цього разу православний.  Він був названий Олександро-Невським собором, ймовірно, в пам'ять про Олександро-Невський собор, який до середини 1930-х років діяв на Ринковій площі (нині — площа Революції) за 300 метрах на південь, але був зруйнований в безбожну п'ятирічку 1932–1941 років.
З точки зору радянської влади, собор, відкритий при німцях, займав своє приміщення незаконно. Влітку 1946 року міськвиконком спробував його виселити, однак собору вдалося утримати свою будівлю.
До 1973 року Олександро-Невський собор залишився єдиним працюючим храмом в Мелітополі.
У 2003–2004 роках собор був капітально реконструйований. Від старої будівлі залишився тільки корпус, стіни були розписані новими фресками, змінений іконостас, під підлогою була сконструйована система опалення, над вівтарем споруджений додатковий купол, змінена форма старих куполів, доданий один поверх у дзвіниці.
Наприкінці травня 2023 року російські окупанти, нехтуючи законами міжнародного гуманітарного права, на території Олександро-Невського собору розмістили військову базу та облаштували шпиталь.

## Цікаві факти
- Ієрей Геннадій Тюрін і диякон Микола Федоров, службовці в Олександро-Невському соборі, виконали ролі священиків у фільмі «Тарас Бульба».[6]
- Хор «Преображення», що діє при соборі, — переможець міжнародного фестивалю церковної музики (Польща, 2008).[7]

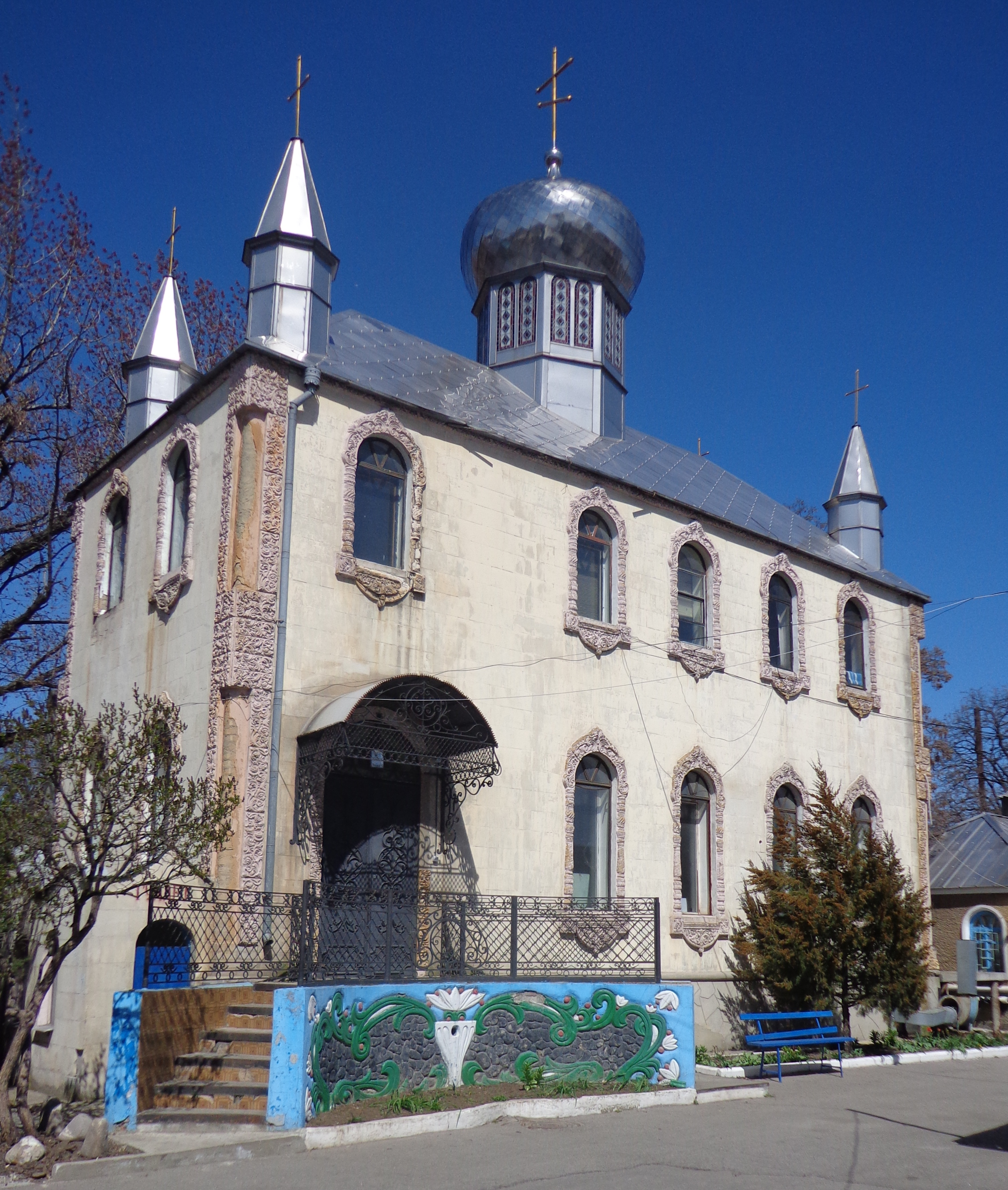
У дворі собору
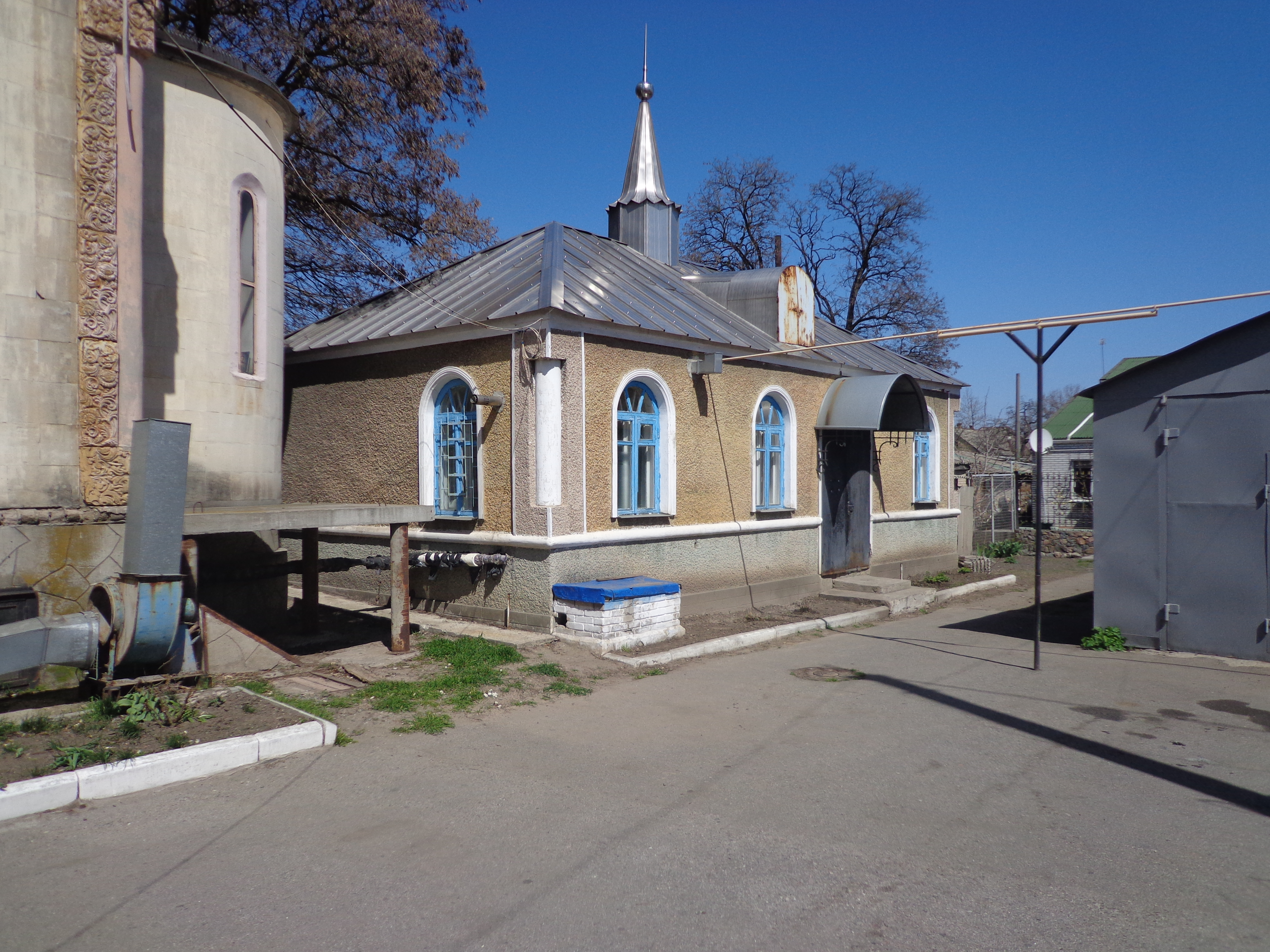
У дворі собору
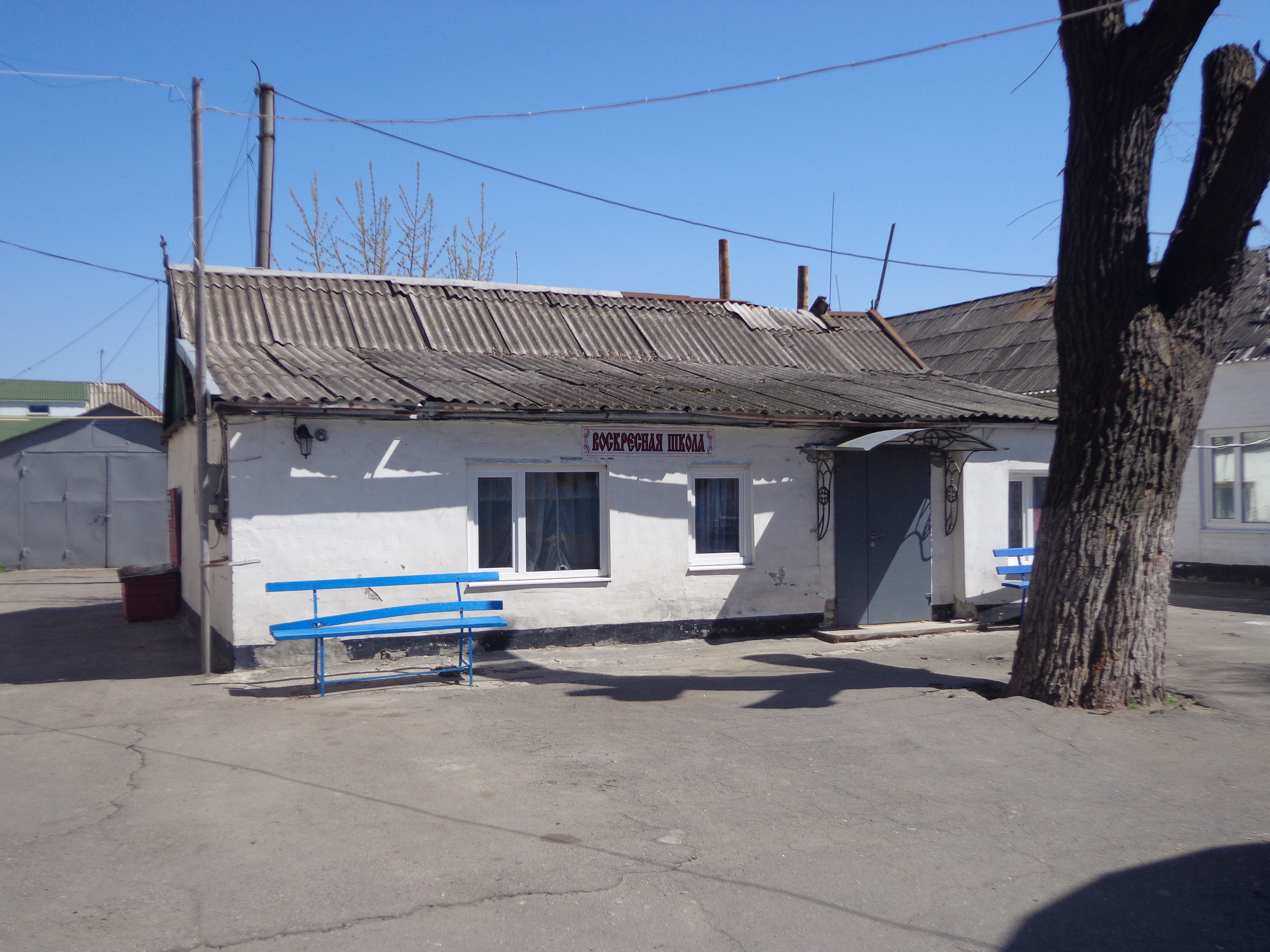
Недільна школа